# Naturvetenskapliga Föreningen, Gävle
Naturvetenskapliga föreningen (NF) är en elevförening vid Vasaskolan i Gävle. NF grundades 1906. Föreningen har sedan 1970-talet som tradition att varje år bygga en julbock på Vasaskolans gård för att sedan bära den till Slottstorget där den placeras nedanför den stora halmbocken. En gång på 1980-talet och en på 1990-talet hamnade NF:s bock på 12,5 meter i Guinness Rekordbok.